# HTTP 403
Error 403 Forbidden es un código de estado HTTP que indica que el servidor deniega la acción solicitada, página web o servicio. En otras palabras, el servidor ha podido ser contactado, y ha recibido una petición válida, pero ha denegado el acceso a la acción que se solicita.
Los códigos de estado HTTP 4XX son errores del cliente, esto es, errores que no dependen del servidor, y que repitiendo la petición probablemente se reproduzcan. En concreto, según el RFC 2616, una petición que resulta en un error 403 debería no ser repetida, y utilizar otra autorización no ayudará a que la petición se vuelva válida.
Las razones por las que se niega el acceso deberían de describirse con el mensaje de error de vuelta.
El Servidor HTTP Apache, por ejemplo, devuelve un error 403 en respuesta a peticiones por rutas que correspondan a directorios del sistema de ficheros, para los cuales se hayan deshabilitado la opción de listar sus contenidos. Algunos administradores configuran la extensión para Apache mod_proxy para bloquear dichas peticiones, que también devolverán errores 403.
En el caso del servidor Internet Information Services de Microsoft responde del mismo modo cuando se deniegan los listados de directorios en la configuración del servidor.
Por otra parte, en WebDAV se devuelve un error 403 cuando el cliente hace una solicitud PROPFIND pero no manda la cabecera solicitada Depth, o la envía con un valor de infinity.